# مكتبة تبريز الوطنية
مكتبة تبريز الوطنيَّة هي مكتبة عامة تقع في «خيابان هنرستان» في تبريز.
يبلغ عدد مخطوطاتها 2600 مخطوط، منها ما يقرب من ألفين باللغة الفارسية، وعشرة بالتركية والباقي باللغة العربية. وقيل أن عدد مخطوطاتها أكثر من ذلك وتصل إلى 4000 مخطوط.